# Risqué
A Risqué az amerikai Chic diszkócsapat 3. stúdióalbuma, mely 1979. július 30-án jelent meg az Atlantic Records kiadónál. Az album a diszkó korszak egyik meghatározó albuma, melyben több olyan stílus is keveredik a diszkóval, mint a hip-hop és new-wave.
Az albumról három kislemezt jelentettek meg, úgy mint a Good Times, mely 1979. június 23-án első helyezést ért el az R&B és Pop listán, valamint a My Forbidden Lover című dal, mely 33. volt az R&B listán, a Pop lista 43. helyéig sikerült jutnia. A My Feet Keep Dancing című dal a 42. volt az R&B listán, a Pop listán viszont csak a 101. helyre jutott. Az album 5. helyezést ért el az amerikai albumlistán, az R&B listán viszont a 2. helyen végzett. Az album szerepel az 1001 lemez, amit hallanod kell, mielőtt meghalsz című könyvben.
A Risqué 1991-ben jelent meg CD formájában az Atlantic Records/Warner Music gondozásában. Egyike annak a két Chic-albumnak, melynek még nem jelent meg felújított változata.
A dalt több előadó is feldolgozta, és átvett hangmintákat, úgy mint az amerikai rapper Nas, aki a Just a Moment című dalában használta fel az eredeti hangmintákat.

## Elismerések
| Blender                          | Amerikai Egyesült Államok | Minden idők 100 legjobb amerikai albuma                           | 2002      | 36  |
| Dave Marsh and Kevin Stein       | Amerikai Egyesült Államok | Az év 40 legjobb albuma                                           | 1981      | 7   |
| Robert Dimery                    | Amerikai Egyesült Államok | 1001 lemez, amit hallanod kell, mielőtt meghalsz                  | 2013      | *   |
| Rolling Stone                    | Amerikai Egyesült Államok | A legalapvetőbb 200 rock dal                                      | 1997      | *   |
| Tom Moon                         | Amerikai Egyesült Államok | 1001 lemez, amit hallanod kell, mielőtt meghalsz                  | 2008      | *   |
| The Guardian                     | Egyesült Királyság        | 100 album, mely nem jelenik meg egyéb más 100-as albumlistán      | 1999      | 34  |
| The Guardian                     | Egyesült Királyság        | 1000 lemez, amit hallanod kell, mielőtt meghalsz                  | 2007      | *   |
| The Guardian                     | Egyesült Királyság        | Kedvenc albumaim                                                  | 2011      | *   |
| The Guardian                     | Egyesült Királyság        | Guardian Writers' Favourite Albums Ever                           | 2013      | 17  |
| Mojo                             | Egyesült Királyság        | Mojo 1000, a legtöbbet eladott CD                                 | 2001      | *   |
| Mojo                             | Egyesült Királyság        | The Mojo Collection, 3. vagy/és 4. kiadás                         | 2003/2007 | *   |
| Paul Morley                      | Egyesült Királyság        | Világzene, 5 x 100 Minden idők legnagyobb slágereinek gyűjteménye | 2003      | *   |
| NME                              | Egyesült Királyság        | Az év albuma                                                      | 1979      | 23  |
| NME                              | Egyesült Királyság        | NME's Minden idők 500 legnagyobb albuma                           | 2013      | 208 |
| Q                                | Egyesült Királyság        | Az 50 legjobb album a 70-es évekből                               | 1998      | 45  |
| The Rough Guide                  | Egyesült Királyság        | Soul: 100 legjbobb eladott CD                                     | 2000      | *   |
| Gilles Verlant                   | Franciaország             | 300+ A Rock történelmének legjobb albuma                          | 2013      | *   |
| Les Inrockuptibles               | Franciaország             | 50 Years Rock'n'Roll                                              | 2004      | *   |
| Philippe Manœuvre                | Franciaország             | 100 Legfontosabb album                                            | 2014      | *   |
| Rock & Folk                      | Franciaország             | The 300 legjobb album 1965-1995 között                            | 1995      | *   |
| Rock & Folk                      | Franciaország             | A legjobb albumok 1963 és 1999 között                             | 1999      | *   |
| Rock & Folk                      | Franciaország             | 555 legjobb album 1954-2014 között                                | 2014      | *   |
| Télérama                         | Franciaország             | Minden idők legjobb albumai                                       | 1993      | *   |
| (*) rendezetlen listák jelölése. |                           |                                                                   |           |     |

## Az album dalai
LP US Atlantic – SD 16003 
| 1. | Good Times           | Bernard Edwards, Nile Rodgers | 8:08 |
| 2. | A Warm Summer Night  | Edwards, Rodgers              | 6:10 |
| 3. | My Feet Keep Dancing | Edwards, Rodgers              | 6:38 |

| 1. | My Forbidden Lover                     | Edwards, Rodgers | 4:39 |
| 2. | Can't Stand to Love You                | Edwards, Rodgers | 2:56 |
| 3. | Will You Cry (When You Hear This Song) | Edwards, Rodgers | 4:06 |
| 4. | What About Me                          | Edwards, Rodgers | 4:09 |

## Közreműködők
- Alfa Anderson – ének
- Bernard Edwards – ének, basszusgitár
- Fonzi Thornton – ének
- Luci Martin – ének
- Michelle Cobbs – ének
- Ulland McCullough – ének
- Nile Rodgers – gitár
- Tony Thompson – dob
- Robert Sabino – billentyűk
- Andy Schwartz – billentyűk
- Raymond Jones – billentyűk
- Sammy Figueroa – ütőhangszerek
- Gene Orloff – koncertmester
- Karen Karlsrud (The Chic Strings) – vonósok
- Cheryl Hong (The Chic Strings) – vonósok
- Karen Milne (The Chic Strings) – vonósok
- Valerie Haywood (The Chic strings) – vonósok
- Jon Faddis – trombita
- Ellen Seeling – trombita
- Alex Foster – szaxofon
- Jean Fineberg – szaxofon
- Barry Rodgers – harsona